# Matěj Smrž
Matěj Smrž (České Budějovice, 1º dicembre 1984) è un pilota motociclistico ceco ritiratosi dall'attività agonistica.

## Carriera
Anche suo fratello, Jakub, ha corso come pilota professionista.
Smrž fa il suo esordio in una competizione mondiale nel 2001 partecipando, in qualità di wild card, al Gran Premio della Repubblica Ceca in sella ad una Aprilia RS 125 R. Chiude l'evento fuori dalla zona punti. L'anno successivo disputa i Gran Premi di Germania e Repubblica Ceca come pilota sostitutivo, anche in questo caso non ottiene punti.
Dal 2003 al 2008, utilizzando motociclette Honda, disputa trentanove gare nella Superstock 1000 FIM Cup. In particolar modo, durante il triennio 2006-2008 con il team MS Racing, conquista tre piazzamenti a podio e la vittoria di un Gran Premio in Francia partendo dalla pole position.
Nel 2009 è pilota titolare nel mondiale Supersport alla guida di una Triumph Daytona 675 del team MS Factory Racing. Disputa otto Gran Premi senza ottenere punti. Per quanto concerne il campionato mondiale Superbike, disputa il Gran Premio di Vallelunga del 2008 come pilota sostitutivo non ottenendo punti, e il Gran Premio del Nürburgring del 2013 come wild card conquistandone quattro.
Dal 2009 al 2014 partecipa al campionato tedesco Superbike conquistando undici vittorie con motociclette Honda, KTM e Yamaha.
Dopo il ritiro dalle competizioni rimane nel mondo del motociclismo come responsabile per la sicurezza dei circuiti.

## Risultati in gara

### Motomondiale
| 2001 | Classe | Moto    |  |  |  |  |  |  |  |  |  |    |  |  |  |  |  |  | Punti | Pos. |
| ---- | ------ | ------- |  |  |  |  |  |  |  |  |  | -- |  |  |  |  |  |  | ----- | ---- |
| 2001 | 125    | Aprilia |  |  |  |  |  |  |  |  |  | 27 |  |  |  |  |  |  | 0     |      |

| 2002 | Classe | Moto  |  |  |  |  |  |  |  |  |    |    |  |  |  |  |  |  | Punti | Pos. |
| ---- | ------ | ----- |  |  |  |  |  |  |  |  | -- | -- |  |  |  |  |  |  | ----- | ---- |
| 2002 | 125    | Honda |  |  |  |  |  |  |  |  | 32 | 30 |  |  |  |  |  |  | 0     |      |

| Legenda | 1º posto        | 2º posto            | 3º posto            | A punti      | Senza punti        | Grassetto – Pole position Corsivo – Giro più veloce |
| Legenda | Gara non valida | Non qual./Non part. | Ritirato/Non class. | Squalificato | '-' Dato non disp. | Grassetto – Pole position Corsivo – Giro più veloce |

### Campionato mondiale Superbike
| 2008 | Moto  |  |  |  |  |  |  |  |  |  |  |  |  |  |  |  |  |  |  |  |  |  |  |    |    |  |  |  |  | Punti | Pos. |
| ---- | ----- |  |  |  |  |  |  |  |  |  |  |  |  |  |  |  |  |  |  |  |  |  |  | -- | -- |  |  |  |  | ----- | ---- |
| 2008 | Honda |  |  |  |  |  |  |  |  |  |  |  |  |  |  |  |  |  |  |  |  |  |  | 21 | 21 |  |  |  |  | 0     |      |

| 2013 | Moto   |  |  |  |  |  |  |  |  |  |  |  |  |  |  |  |  |  |  |    |     |  |  |  |  |  |  |  |  | Punti | Pos. |
| ---- | ------ |  |  |  |  |  |  |  |  |  |  |  |  |  |  |  |  |  |  | -- | --- |  |  |  |  |  |  |  |  | ----- | ---- |
| 2013 | Yamaha |  |  |  |  |  |  |  |  |  |  |  |  |  |  |  |  |  |  | 12 | Rit |  |  |  |  |  |  |  |  | 4     | 36º  |

| Legenda | 1º posto        | 2º posto            | 3º posto           | A punti      | Senza punti        | Grassetto – Pole position Corsivo – Giro più veloce |
| Legenda | Gara non valida | Non qual./Non part. | Ritirato/Non class | Squalificato | '-' Dato non disp. | Grassetto – Pole position Corsivo – Giro più veloce |

### Campionato mondiale Supersport
| 2009 | Moto    |    |     |     |     |  |  |  |     |    |     |    |  |  |  | Punti | Pos. |
| ---- | ------- | -- | --- | --- | --- |  |  |  | --- | -- | --- | -- |  |  |  | ----- | ---- |
| 2009 | Triumph | 16 | Rit | Rit | Rit |  |  |  | Rit | 18 | Rit | 17 |  |  |  | 0     |      |

| Legenda | 1º posto        | 2º posto            | 3º posto           | A punti      | Senza punti        | Grassetto – Pole position Corsivo – Giro più veloce |
| Legenda | Gara non valida | Non qual./Non part. | Ritirato/Non class | Squalificato | '-' Dato non disp. | Grassetto – Pole position Corsivo – Giro più veloce |